# Friday's Station
Pour les articles homonymes, voir Friday.
Friday's Station est un ancien relais de poste de la ville américaine de Stateline, dans le comté de Douglas, dans le Nevada. Cet ancien relais du Pony Express est inscrit au Registre national des lieux historiques depuis le 9 octobre 1986.
Friday's Station fait également partie des California Historical Landmarks depuis le 8 avril 1960 bien que l'édifice ne se trouve donc pas en Californie. Un monument à la frontière entre la Californie et le Nevada commémore son franchissement fréquent à cet endroit par les cavaliers provenant du relais mais lui aussi se trouve en fait à Stateline et non dans la ville californienne contiguë de South Lake Tahoe, dans le comté d'El Dorado.